# Кожакпось
Кожакпо́сь (рос. Кожакпось, чув. Кушакпуç) — селище у складі Ібресинського району Чувашії, Росія. Входить до складу Андрієвського сільського поселення.
Населення — 26 осіб (2010; 49 у 2002).
Національний склад:
- чуваші — 73 %
- росіяни — 27 %